# ثميدة (جبل)
سلسلة جبال ثُمَيْدَة (بضم الثاء المثلثة وفتح الميم، بعدها ياء مثناء ساكنة ثم دال مهملة مفتوحة) هي سلسلة جبال تقع في محافظة العرضيات في منطقة مكة المكرمة في ديار قبيلة بلحارث بلقرن، وتقع هذه السلسلة شمالي جبل ثربان.
تشتهر ثميدة بوجود مناجم الكحل والإثمد والمتوافرة بكميات تجارية، كما يوجد بها العديد من المواقع الأثرية ومنها قرية أثرية قديمة ومقابر الصعبة الأثرية ومواقع نقوش وكتابات قديمة في الجبل المعروف باسم جبل الكتب وفي نقوش مكسر سارة، واشتهر أهله بصناعة الرصاص حيث ينسب لها البارود الثميدي. على هذه السلسلة وقعت معركة منارة ثميدة بين قبيلة عمارة بلقرن وبين جيش آل عائض وقد انهزم فيها جيش إمارة آل عائض حيث قال الشاعر القرني في حضرة الأمير عائض بن مرعي: «يا عسير النصف منكم في منارة ** ما رجع في ريدة إلا ذا أدرى».

## الإشارات
1. 1 2  المعجم الجغرافي لبلاد بلقرن. صفحة 68.
2. ↑  "مواقع أثرية ومناظر طبيعية في العرضيتين". جريدة الرياض. 15 أغسطس 2006. مؤرشف من الأصل في 2018-06-17. اطلع عليه بتاريخ 2018-06-17.
3. ↑  المعجم الجغرافي لبلاد بلقرن. صفحة 171.